# MKB Bank
MKB Bank este o bancă din Ungaria, deținută de banca germană de stat Bayerische Landesbank (BayernLB).
În iunie 2006, activele băncii se situau la valoarea de 6,6 miliarde euro.

## MKB Bank în România
MKB Bank este prezentă și în România, unde deține 80,48% din banca Romexterra.
MKB Bank mai deține în România o societate de leasing (MKB Romexterra Leasing IFN), o firmă de administrare a fondurilor de pensii (MKB Romexterra Fond de Pensii) și o societate de prestări servicii (Corporate Recovery Management).